# MIPS 아키텍처

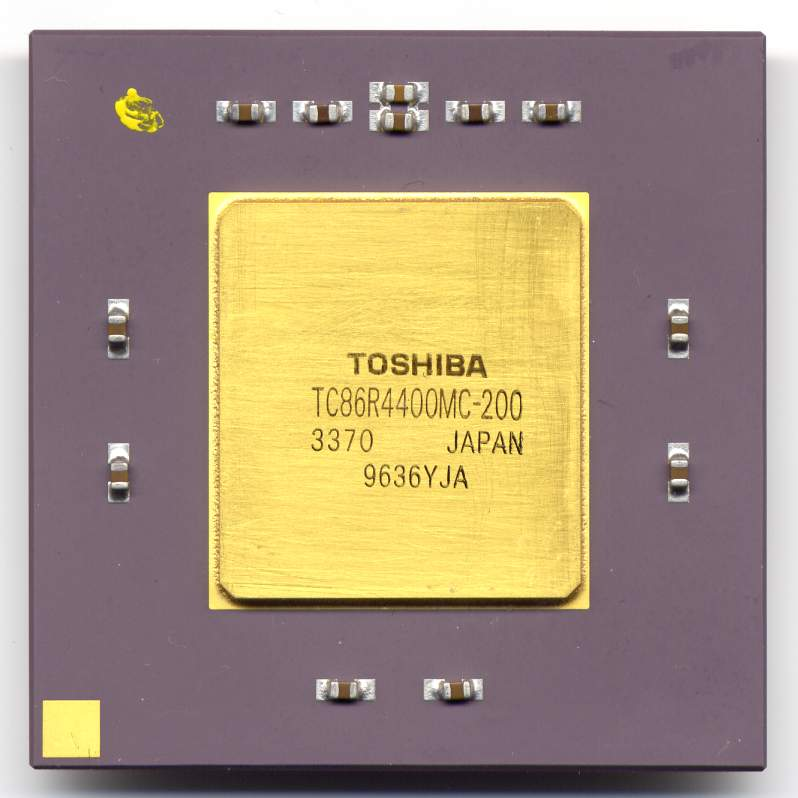
도시바에서 생산한 MIPS R4400 프로세서.

MIPS(Microprocessor without Interlocked Pipeline Stages)는 밉스 테크놀로지에서 개발한 RISC ISA이다.
MIPS 디자인은 실리콘 그래픽스 사의 컴퓨터 시스템, 많은 임베디드 시스템과 윈도우 CE 장치, 시스코 시스템즈 라우터에 사용되었다. 그 외에도 소니 플레이스테이션, 닌텐도 64, 플레이스테이션 2, 플레이스테이션 포터블 같은 게임 콘솔에도 사용되었다. 한편 국내에서는 아이스테이션 사의 아이스테이션 T43제품에 쓰인바 있다.
초기 MIPS 아키텍처는 32비트를 사용하였다. 이들은 32비트 레지스터와 데이터 경로를 가지고 있었다. 그 이후의 MIPS 프로세서들은 64비트 구현을 사용하였다. 5종류의 하위 호환성 MIPS 동작 세트가 존재하며, 이들은 각각 MIPS I, MIPS II, MIPS III, MIPS IV, MIPS 32/64라고 불린다. MIPS 32/64 릴리즈 2에서는 동작 세트와 함께 컨트롤 레지스터 셋도 정의하고 있다. MIPS-3D 같은 3차원 그래픽을 위한 SIMD 확장 기능도 존재한다. MDMX(MaDMaX) 확장은 64비트 유동 소수점 레지스터를 활용하는 정수 연산 집합이다. 최근에는 MIPS MT라고 하는 인텔 펜티엄 4 프로세서의 하이퍼스레딩 같은 멀티스레딩 기능이 추가되었다.
MIPS 디자이너들이 명령어 세트를 깔끔하게 설계했기 때문에 많은 대학의 컴퓨터 아키텍처 강좌에서 MIPS 아키텍처를 가르친다. MIPS 프로세서의 디자인은 후기 RISC 아키텍처에 큰 영향을 주었다.

## 마이크로프로세서 모델
| 모델   | 주파수 (MHz) | 출시연도 | 공정 (µm)        | 트랜지스터 (100만) | 다이 크기 (mm²) | 핀 수   | 전력 (W) | 전압          | 데이터 캐시 (KB) | 명령어 캐시 (KB) | 2차 캐시      | 3차 캐시  |
| ------ | ------------ | -------- | ---------------- | ------------------ | --------------- | ------- | -------- | ------------- | ---------------- | ---------------- | ------------- | --------- |
| R2000  | 8-16.67      | 1985     | 2.0              | 0.11               | ?               | ?       | ?        | ?             | 32               | 64               | 없음          | 없음      |
| R3000  | 12-40        | 1988     | 1.2              | 0.11               | 66.12           | 145     | 4        | ?             | 64               | 64               | 0-256 KB 외부 | 없음      |
| R4000  | 100          | 1991     | 0.8              | 1.35               | 213             | 179     | 15       | 5             | 8                | 8                | 1 MB 외부     | 없음      |
| R4400  | 100-250      | 1992     | 0.6              | 2.3                | 186             | 179     | 15       | 5             | 16               | 16               | 1-4 MB 외부   | 없음      |
| R4600  | 100-133      | 1994     | 0.64             | 2.2                | 77              | 179     | 4.6      | 5             | 16               | 16               | 512 KB 외부   | 없음      |
| R5000  | 150-200      | 1996     | 0.35             | 3.7                | 84              | 223     | 10       | 3.3           | 32               | 32               | 1 MB 외부     | 없음      |
| R8000  | 75-90        | 1994     | 0.7              | 2.6                | 299             | 591+591 | 30       | 3.3           | 16               | 16               | 4 MB 외부     | 없음      |
| R10000 | 150-250      | 1996     | 0.35, 0.25       | 6.7                | 299             | 599     | 30       | 3.3           | 32               | 32               | 1-4 MB 외부   | 없음      |
| R12000 | 270-400      | 1998     | 0.25, 0.18       | 6.9                | 204             | 600     | 20       | 4             | 32               | 32               | 2 MB 외부     | 없음      |
| RM7000 | 250-600      | 1998     | 0.25, 0.18, 0.13 | 18                 | 91              | 304     | 10, 6, 3 | 3.3, 2.5, 1.5 | 16               | 16               | 256 KB 내부   | 1 MB 외부 |
| R14000 | 500-600      | 2001     | 0.13             | 7.2                | 204             | 527     | 17       | ?             | 32               | 32               | 2-4 MB 외부   | 없음      |
| R16000 | 700-1000     | 2002     | 0.11             | ?                  | ?               | ?       | 20       | ?             | 64               | 64               | 4-16 MB 외부  | 없음      |

- 알림: 이 규격들은 일반 프로세서 모델에 해당한다. 특히 2차 캐시 쪽에서 변종들이 존재할 수 있다.

## 같이 보기
- 파이프라인 (컴퓨팅)